# No Sounds Are Out of Bounds
No Sounds Are Out of Bounds — шестнадцатый студийный альбом британской электронной группы The Orb, изданный 22 июня 2018 года на лейбле Cooking Vinyl. В него вошли работы Youth, Роджера Ино, Холли Кука, Гая Пратта, Джа Воббла, Гауди, Roney FM и Майкла Рендалла.
Альбом достиг 51-го места в британском хит-параде UK Albums Chart.

## Отзывы
| Совокупная оценка | Совокупная оценка |
| Источник          | Оценка            |
| ----------------- | ----------------- |
| AnyDecentMusic?   | 6.5/10            |
| Metacritic        | 72/100            |
| Оценки критиков   |                   |
| Источник          | Оценка            |
| AllMusic          | [ 7 ]             |
| The Arts Desk     | [ 8 ]             |
| The A.V. Club     | C+                |
| Clash             | 7/10              |
| Exclaim!          | 7/10              |
| PopMatters        | 9/10              |
| Release Magazine  | 9/10              |
| The Irish Times   | [ 14 ]            |
| musicOMH          | [ 15 ]            |
| Q                 | [ 16 ]            |

Альбом получил положительные отзывы музыкальной критики и интернет-изданий.
Пол Симпсон из AllMusic отметил, что «Orb решили сделать более амбициозный, разнообразный и насыщенный совместной работой альбом в духе некоторых из своих ранних работ. Треки варьируются от самых попсовых и доступных песен Orb до затяжных эмбиентных даб-эпиков, и все они украшены фирменными сэмплами группы с юмором.
Из поп-музыки можно отметить „The End of the End“ с Эммой Гиллеспи и экстатический поп-регги „Rush Hill Road“ с неизменно прекрасной Холли Кук. В итоге „No Sounds“ кажется немного разрозненным даже по меркам Orb, но все равно он очень приятный и достаточный, чтобы отвлечь вас от кошмарного абсурда текущих событий».

## Список композиций
| №                   | Название                       | Длительность |
| ------------------- | ------------------------------ | ------------ |
| 1.                  | «The End of the End»           | 3:57         |
| 2.                  | «Wish I Had a Pretty Dog»      | 5:04         |
| 3.                  | «Rush Hill Road»               | 5:55         |
| 4.                  | «Pillow Fight @ Shag Mountain» | 7:31         |
| 5.                  | «Isle of Horns»                | 5:26         |
| 6.                  | «Wolfbane»                     | 3:24         |
| 7.                  | «Other Blue Worlds»            | 8:33         |
| 8.                  | «Doughnuts Forever»            | 3:30         |
| 9.                  | «Drift»                        | 1:41         |
| 10.                 | «Easy on the Onions»           | 5:46         |
| 11.                 | «Ununited States»              | 4:26         |
| 12.                 | «Soul Planet»                  | 15:11        |
| Общая длительность: | Общая длительность:            | 70:22        |

## Чарты
| Чарт (2018)                                  | Высшая позиция |
| -------------------------------------------- | -------------- |
| Шотландия (Scottish Albums Chart)            | 14             |
| Великобритания (UK Albums Chart)             | 51             |
| Великобритания (UK Dance Albums Chart)       | 4              |
| Великобритания (UK Independent Albums Chart) | 5              |